# Berta György
Berta György (Heves, 1756. november 5. – Győr, 1820. január 27.) akadémiai tanár.

## Élete
1756. november 5-én született Hevesben, szülei Berta János és Fekete Zsuzsanna. A gimnáziumot Egerben és Komáromban, a bölcseletet a pesti egyetemen végezte el, majd nevelő volt Esterházy János és Sándor Vincze grófok mellett. 1787-ben a győri gimnázium tanára lett, 1800-ban Lőcsén, majd Győrött tanított és 1803 augusztusában Pozsonyba helyezték át. 1804-ben mint a történelem tanára ismét Győrbe került az akadémiához, ahol egyúttal cenzor is volt.

## Munkái
1. A francziák szabadságának fája, melyet a német nemzetnek hasznos tanuságára egy lelki atya előadott Botzen városban 1792. Albert után németből ford. Győr, 1793.
2. XVI. Lajos szerencsétlen franczia király életének leirása. Magyarra ford. Bécs, 1794.
3. Tentamen publicum ex historia universali. Quod in regia academia Jaurinensi 1812. e praelectionibus G. B. subiverunt Deáky Sigismundus etc. Jaurini.
4. Panegyris sacratissimae suae majestati Francisco I. Austriae imperatori et Ungariae regi apost. pridie idus febr. 1819. Jaurini in palatio academiae dicta. Uo. 1819.